# L'Art des putains
L'Art des putains (en espagnol : Arte de las putas) est un poème de Nicolás Fernández de Moratín, classifié dans la littérature érotique et qui a circulé exclusivement de façon clandestine jusqu'à plus d'un siècle après son écriture.

## Contexte
Composé au début des années 1770, il est publié de façon posthume bien plus tard, en 1898, à cause de la censure imposée par l'Inquisition espagnole, qui l'avait inclus comme livre interdit dans l'édition de 1790 de l’Index librorum prohibitorum,. Cela n'a pas empêché le poème d'être prisé par les cercles littéraires de l'époque.
L'auteur était un poète reconnu, qui s'était formé à la cour de par son père, garde des bijoux de la reine Élisabeth Farnèse. Il a également été professeur à l'Université de Valladolid.

## Analyse de l'œuvre
Le poème est composé de quatre chants et de 475 vers.
Ce n'est pas une œuvre érotique classique : il s'agit d'une image caustique et sarcastiques du milieu. C'est un recueil d'anecdotes qui raconte les péripéties des travailleuses de nuit dans la Madrid bourbonne. Le poème est généralement relié à d'autres œuvres du même genre comme El jardín de Venus, de Félix María Samaniego, pour le thème abordé.
Moratín y décrit avec précision le travail des femmes qui se consacrent à la prostitution en adoptant des postures féminines et en apportant des témoignages qui permettent de reconstruire de façon exemplaire la situation des femmes dans l'Espagne de l'époque. Malgré cela, l'œuvre reste empreinte de la misogynie caractéristique de ce temps.

## Influence
La Balançoire et La Novillada de Francisco de Goya pourraient représenter un passage écrit par Nicolás Fernández de Moratín, dans ce poème : 
« Huya el diestro costumbre tan maldita

dé siempre el hurgonazo de pasada

a Cándido incitando, el gran torero

qué, por la pronta, es limpia su estocada »
— Nicolás Fernández de Moratín, Arte de las putas (II, 135-138)
        
« Fuyez de cette bonne habitude si maudite

donnez toujours un coup de râble en passant

en incitant Candide, le grand torero

dont, tout d'un coup, l'estocade est propre »

## Éditions
En espagnol
- (es) Nicolás Fernández de Moratín, Arte de las putas, Madrid, Linkgua ediciones, 2007, 79 p. (ISBN 978-84-96290-07-5 et 84-96290-07-7)

En français
- Nicolás Fernández de Moratín (trad. Frédéric Prot), L'Art des putains, Paris, Dilecta, 2008, 115 p. (ISBN 978-2-916275-37-6)